# Sega Superstars (série)
Sega Superstars é uma série de jogos eletrônicos de crossover desenvolvida pela Sega. Ela envolve todos os personagens de franquias da empresa em diversos gêneros de jogos similar ao jogo de luta Super Smash Bros da Nintendo. A partir do terceiro jogo eles passam a ser nomeados de Sonic & All-Stars.

## Jogos
- Sega Superstars (PlayStation 2 - 2004)
  - Uma compilação de mais de uma dúzia de minigames projetados para uso com o periférico EyeToy. Foi desenvolvido pela Sonic Team.
- Sega Superstars Tennis (PlayStation 2, PlayStation 3, Xbox 360, Wii, Mac, Nintendo DS - 2008)
  - Um jogo de tênis com vários personagens de jogos diferentes. Foi desenvolvido pela Sumo Digital.
- Sonic & Sega All-Stars Racing (PlayStation 3, Xbox 360, Wii, PC, Mac, Nintendo DS, iOS, Android, BlackBerry, Java ME, Arcade - 2010)
  - Um jogo de corrida no estilo kart em que os personagens competem entre si usando técnicas especiais. Foi desenvolvido pela Sumo Digital.
- Sonic & All-Stars Racing Transformed (PlayStation 3, Xbox 360, Wii U, PC, PlayStation Vita, Nintendo 3DS, iOS, Android - 2012)
  - A sequela de Sonic & Sega All-Stars Racing onde além de dirigir, também incorpora corrida na água e no ar. Foi desenvolvido pela Sumo Digital.

## Personagens

### Introduzidos no originalSega Superstars
- Sonic - Sonic the Hedgehog
- Shadow - Sonic Adventure 2
- Amigo - Samba de Amigo
- AiAi - Super Monkey Ball
- MeeMee - Super Monkey Ball
- NiGHTS - NiGHTS into Dreams...
- Ulala - Space Channel 5
- Chuih - Chu Chu Rocket!
- Billy Hatcher - Billy Hatcher and the Giant Egg
- Akira Yuki - Virtua Fighter
- Jacky Bryant - Virtua Fighter
- Jeffry McWild - Virtua Fighter
- Kage-Maru - Virtua Fighter
- Sarah Bryant - Virtua Fighter
- Dural - Virtua Fighter
- Axel - Crazy Taxi
- Slash - Crazy Taxi 2
- Angel - Crazy Taxi 3: High Roller

### Introduzidos emSega Superstars Tennis
- Tails - Sonic the Hedgehog 2
- Amy - Sonic the Hedgehog CD
- Dr. Eggman - Sonic the Hedgehog
- Alex Kidd - Alex Kidd in Miracle World
- Gilius Thunderhead - Golden Axe
- Beat - Jet Set Radio
- Gum - Jet Set Radio
- Pudding - Space Channel 5
- Reala - NiGHTS into Dreams...

### Introduzidos emSonic & Sega All-Stars Racing
- Knuckles - Sonic the Hedgehog 3
- Big - Sonic Adventure
- Metal Sonic (Personagem DLC para Xbox 360, PS3 e PC) - Sonic the Hedgehog CD
- B.D. Joe - Crazy Taxi
- Zobio e Zobiko - House of the Dead: EX
- Ryo Hazuki - Shenmue
- Mobo e Robo - Bonanza Bros.
- Opa-Opa - Fantasy Zone
- Banjo e Kazooie (Exclusivo para Xbox 360) - Diddy Kong Racing e Banjo-Kazooie
- Avatar do Xbox 360 (Exclusivo para Xbox 360)
- Mii (Exclusivo para Wii)

### Introduzidos emSonic & All-Stars Racing Transformed
- Vyse - Skies of Arcadia
- Joe Musashi - Shinobi
- AGES - Sonic & All-Stars Racing Transformed (Daytona USA/Dreamcast/After Burner)
- Football Manager (Exclusivo para PC) - Football Manager
- Shogun (Exclusivo para PC) - Shogun: Total War
- General Winter (Exclusivo para PC) - Company of Heroes 2
- Willemus (Exclusivo para PC) - Total War: Rome II
- Pyro, Spy e Heavy (Exclusivo para PC) - Team Fortress 2
- Danica Patrick
- Detona Ralph - Wreck-It Ralph
- Yogscast (Personagem DLC para PC) - The Yogscast